# آردامووا
آردوامووا (ترکی آذربایجانی: Ardamova) یک منطقهٔ مسکونی در جمهوری آرتساخ است که در استان کاشاتاق واقع شده‌است.